# Grammy Award for Best Classical Performance – Instrumental Soloist or Soloists (with or without orchestra)

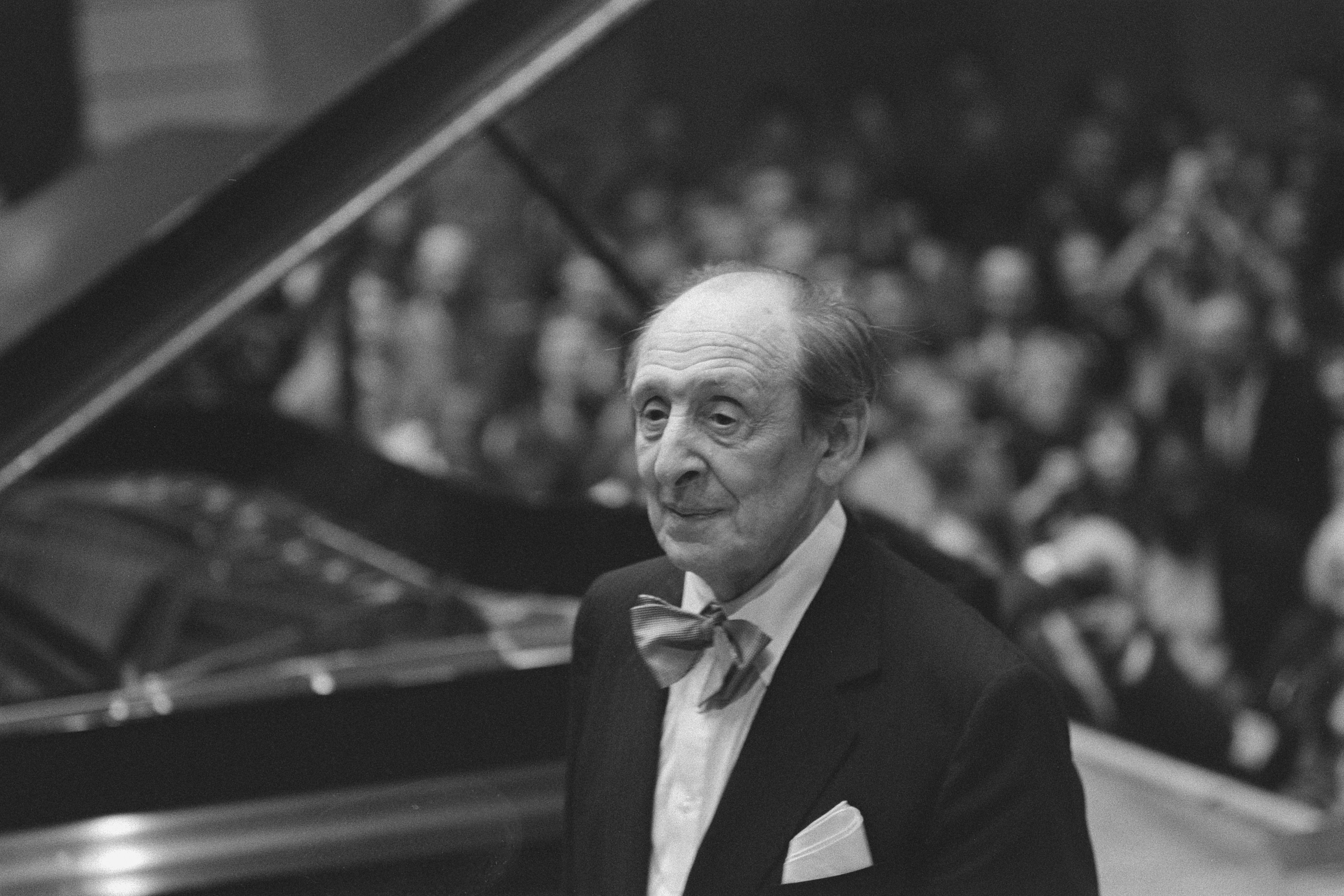
Vladimir Horowitz hat den Grammy Award for Best Classical Performance - Instrumental Soloist or Soloists (with or without orchestra) drei Mal erhalten

Der Grammy Award for Best Classical Performance – Instrumental Soloist or Soloists (with or without orchestra), auf Deutsch „Grammy-Auszeichnung für die beste klassische Darbietung – Soloinstrumentalist(en) (mit oder ohne Orchester)“, ist ein Musikpreis, der von 1967 bis 1971 und 1987 von der amerikanischen Recording Academy im Bereich der klassischen Musik verliehen wurde.

## Geschichte und Hintergrund
Die seit 1959 verliehenen Grammy Awards werden jährlich in zahlreichen Kategorien von der Recording Academy in den Vereinigten Staaten vergeben, um künstlerische Leistung, technische Kompetenz und hervorragende Gesamtleistung ohne Rücksicht auf die Album-Verkäufe oder Chart-Position zu würdigen.
Eine dieser Kategorien war der Grammy Award for Best Classical Performance - Instrumental Soloist or Soloists (with or without orchestra). Der Preis wurde von 1967 bis 1971 und 1987 vergeben. In anderen Jahren wurden die Auszeichnungen Grammy Award for Best Instrumental Soloist(s) Performance (with orchestra) und Grammy Award for Best Instrumental Soloist Performance (without orchestra) verliehen.

## Gewinner und Nominierte

### 1967 – 1971
| Jahr | Gewinner | Nationalität              | Werk | Nominierte | Bild des/der Gewinner(s) |
| ---- | --- | ------------------------- | --- | --- | ------------------------ |
| 1967 | Julian Bream                                                                                                   | Vereinigtes Königreich    | Baroque Guitar, mit Werken von Johann Sebastian Bach, Gaspar Sanz, Silvius Leopold Weiss und anderen Komponisten | - John Browning für Prokofiev: Klavierkonzert Nr. 1 Des-Dur, op. 10; Klavierkonzert Nr. 2 g-Moll, op. 16 (dirigiert von Erich Leinsdorf mit dem Boston Symphony Orchestra) - Raymond Lewenthal für Operatic Liszt - Yehudi Menuhin für Edward Elgar: Violinkonzert h-Moll op. 61 - Ivan Moravec für Chopin: Nocturnes - Arthur Rubinstein für Rubinstein and Chopin (mit Frédéric Chopins Bolero, Tarantelle, Fantaisie in f-moll und Trois nouvelles études) - Isaac Stern für Dvořák: Konzert in a-moll für Violine (dirigiert von Eugene Ormandy mit dem Philadelphia Orchestra) - John Williams für Rodrigo: Concierto de Aranjuez für Gitarre und Orchester / Castelnuovo-Tedesco: Konzert in D-Dur für Gitarre (dirigiert von Eugene Ormandy und dem Philadelphia Orchestra) |                          |
| 1968 | Vladimir Horowitz                                                                                              | Vereinigte Staaten        | Horowitz in Concert (Werke von Haydn, Schumann, Scriabin, Debussy, Mozart und Chopin)                            | |                          |
| 1969 | Vladimir Horowitz                                                                                              | Vereinigte Staaten        | Horowitz on Television (Werke von Chopin, Scriabin, Scarlatti und Horowitz)                                      | |                          |
| 1970 | Walter Carlos                                                                                                  | Vereinigte Staaten        | Switched-On Bach                                                                                                 | |                          |
| 1971 | Mstislav Rostropovich und Dawid Fjodorowitsch Oistrach mit George Szell (Dirigent) und dem Cleveland Orchestra | Ungarn Vereinigte Staaten | Brahms: Doppelkonzert a-Moll für Violine, Violoncello und Orchester (op. 102)                                    | |                          |

### 1987
| Jahr | Gewinner          | Nationalität       | Werk                             | Nominierte | Bild des/der Gewinner(s) |
| ---- | ----------------- | ------------------ | -------------------------------- | ---------- | ------------------------ |
| 1987 | Vladimir Horowitz | Vereinigte Staaten | Horowitz - The Studio Recordings |            |                          |